# Elasipodida
Ordre
Les Elasipodida sont un ordre d'animaux marins de la classe des holothuries (concombre de mer).

## Caractéristiques

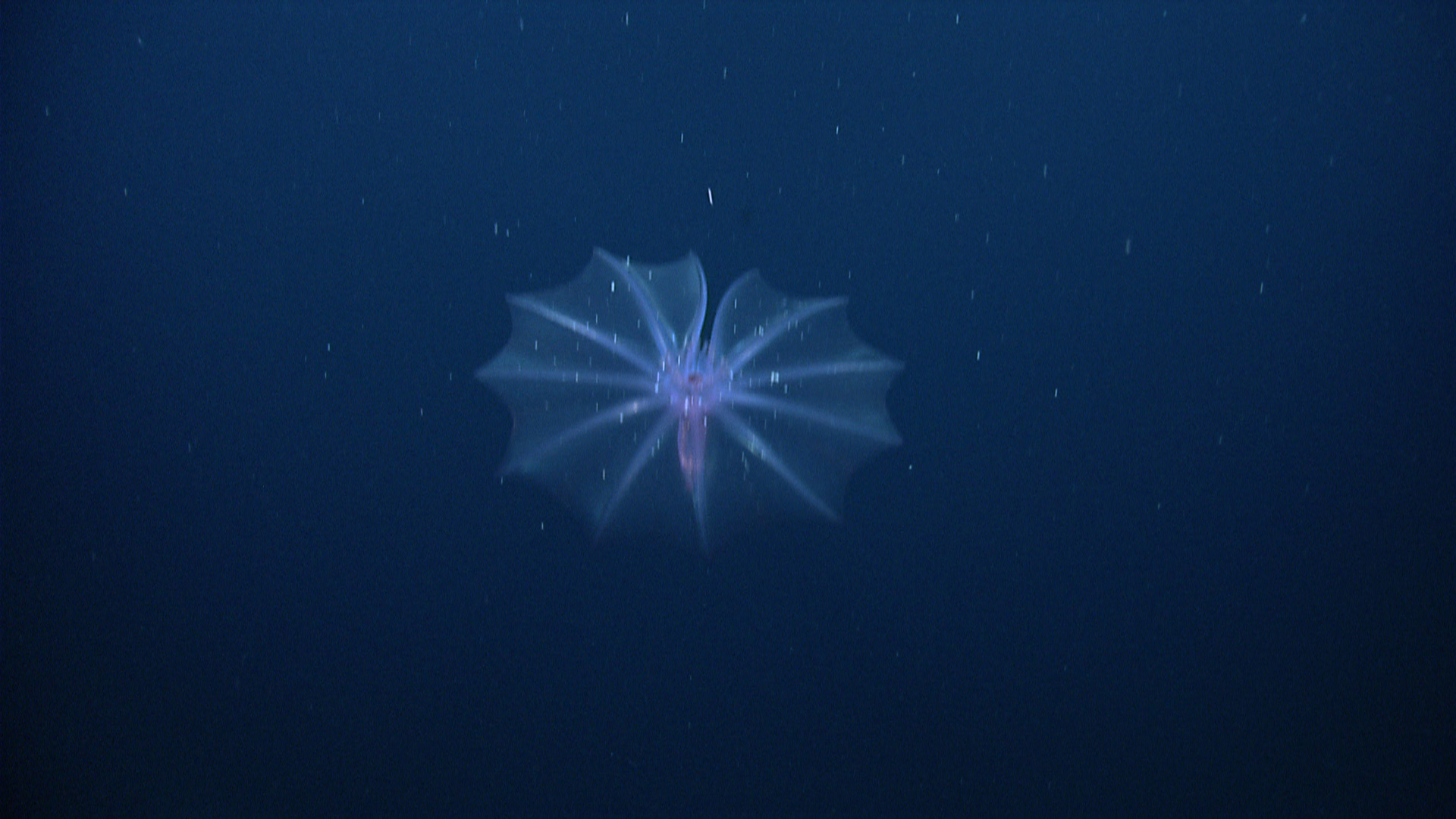
Le seul échinoderme pélagique connu à ce jour : la mystérieuse Pelagothuria natatrix, observé dans les abysses au large des îles Galápagos.

Cet ordre comporte des holothuries très inhabituelles, généralement pourvues d'appendices particuliers (issus de podia ou de papilles modifiés : nageoires, voiles, « pattes »...), avec un corps translucide composé en grande partie d'eau. Elles sont pourvues de podia (contrairement aux Apodida et Molpadida) et de canaux radiaires, mais pas d'arbres respiratoires, respirant directement par leur épiderme très fin. Les tentacules buccaux sont de type pelté, connectés à un anneau pharyngien très rudimentaire, voire pas du tout calcifié. 
La plupart des espèces de cet ordre sont des espèces de grandes profondeurs voire abyssales, comme les « cochons de mer » (genre Scotoplanes).
Alors que les échinodermes sont presque tous des animaux benthiques, certaines holothuries de cet ordre sont nageuses et capables d'évoluer en pleine eau. Cette capacité se fait par ondulation du corps et éventuellement d'appendices palmés (comme chez les Psychropotes), et peut aussi servir à fuir un prédateur benthique. Certaines espèces de grande profondeur peuvent ainsi adopter un mode de vie benthopélagique, ce qui signifie qu'ils passent une partie de leur temps en suspension dans l'eau, mais regagnent le sol de temps à autre ; c'est notamment le cas des espèces du genre Enypniastes. La seule espèce complètement pélagique connue (ce qui signifie qu'elle vit en permanence en pleine eau, ne s'approchant jamais du fond) est Pelagothuria natatrix, qui ressemble sous beaucoup d'aspects à une méduse et se nourrit de plancton.

## Liste des familles
Selon World Register of Marine Species (2 décembre 2013), l'ordre comprend les familles suivantes :
- Elpidiidae Théel, 1882 -- 13 genres ;
- Laetmogonidae Ekman, 1926 -- 6 genres ;
- Pelagothuriidae Ludwig, 1893 -- 2 genres ;
- Psychropotidae Théel, 1882 -- 3 genres.

La famille Deimatidae a été séparée en 2017 et placée dans le nouvel ordre Synallactida.

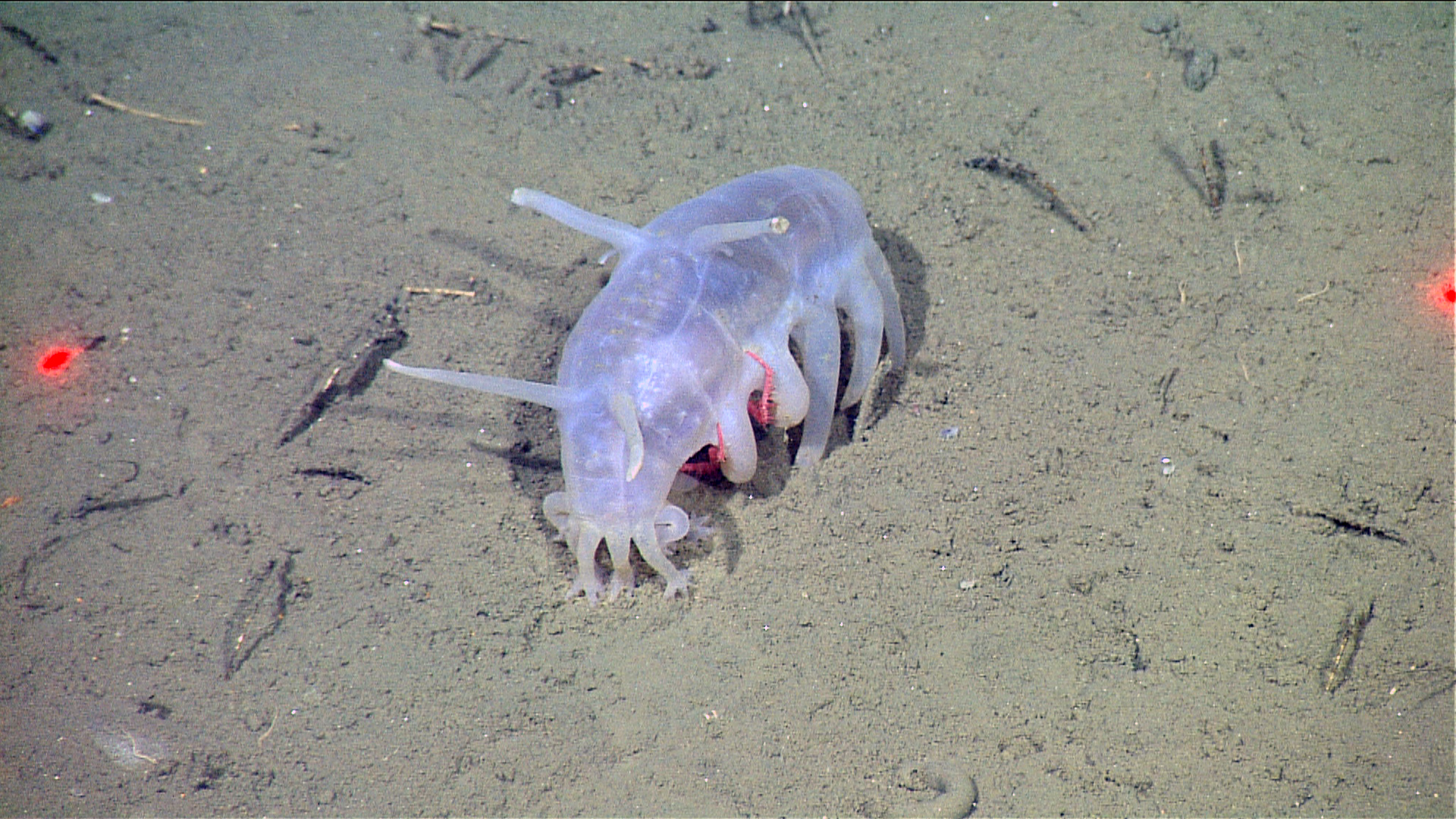
Scotoplanes globosa (ou « cochon de mer »), de la famille des Elpidiidae
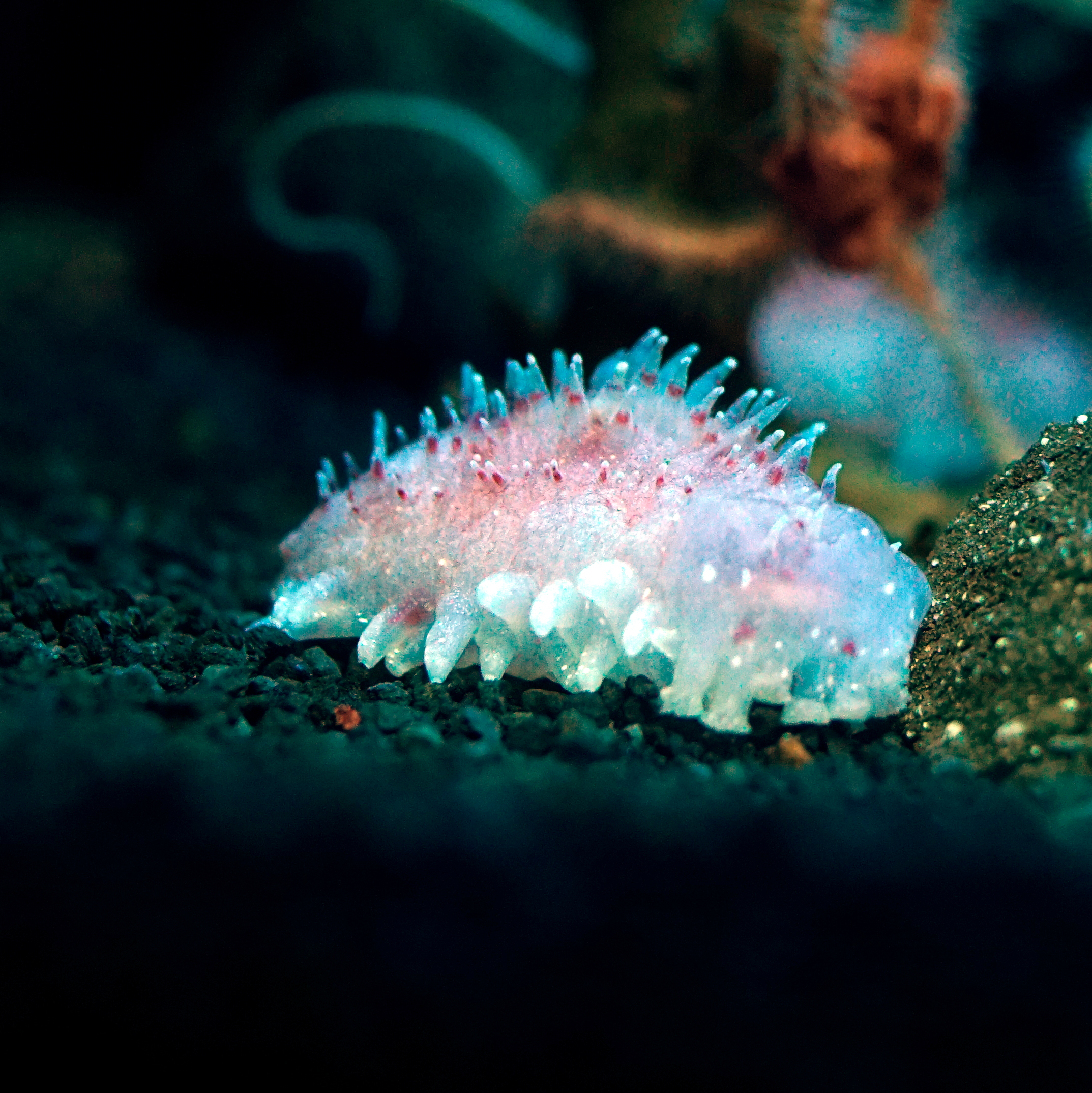
Laetomogone maculata, de la famille des Laetmogonidae
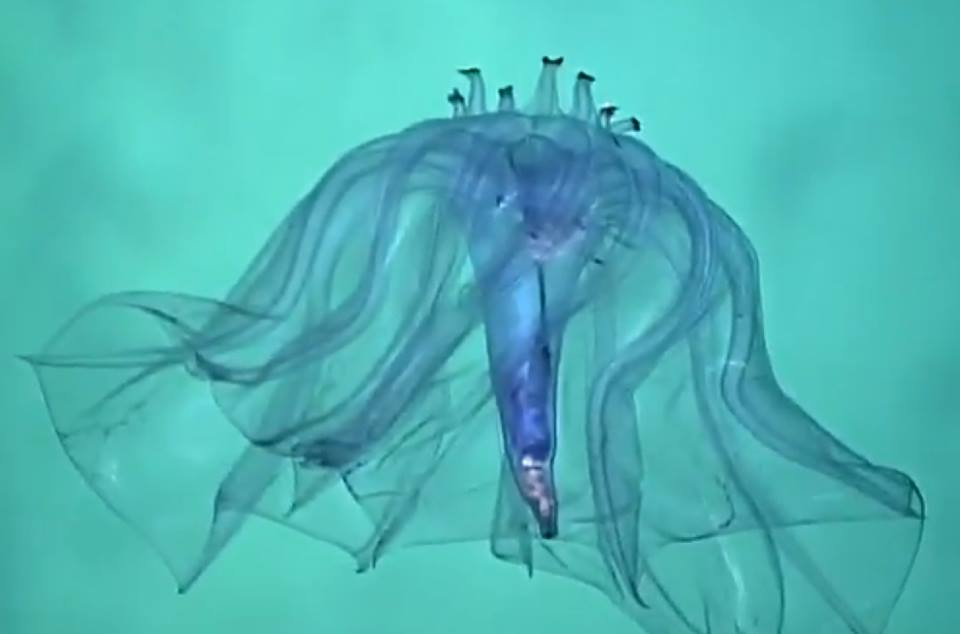
Pelagothuria natatrix, de la famille des Pelagothuriidae
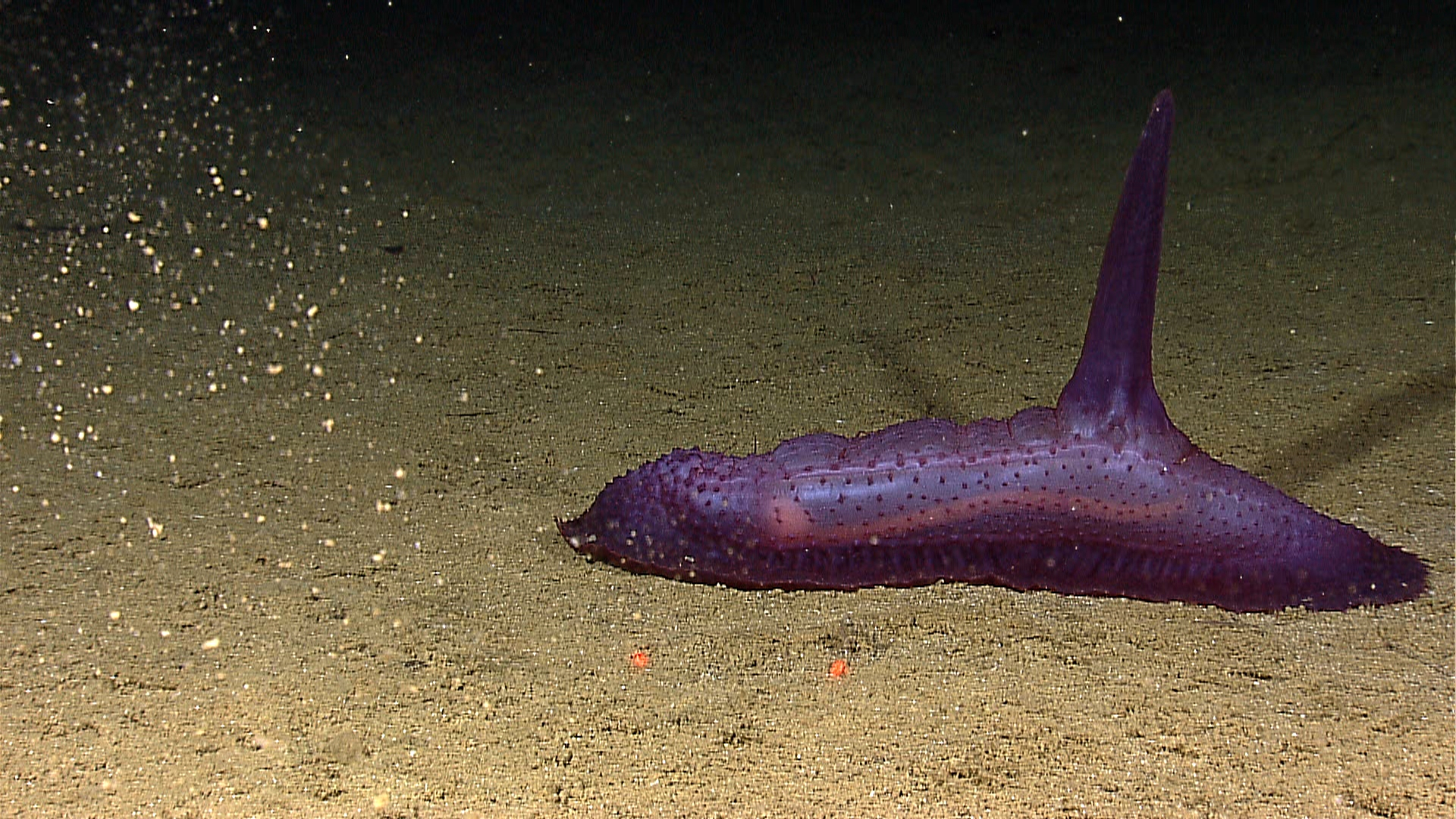
Psychropotes sp., de la famille des Psychropotidae

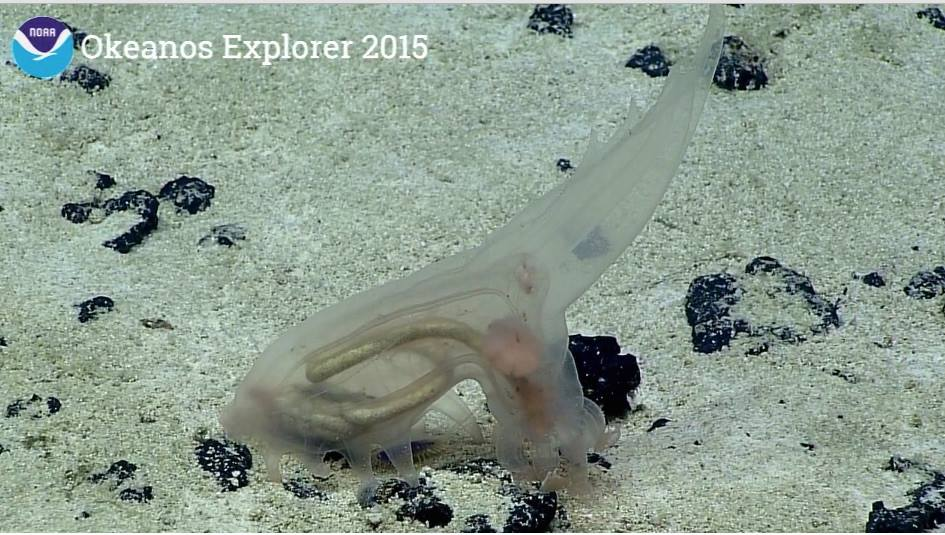
Probable Amperima sp. photographié dans les abysses (2000-3 000 m de profondeur) au large de Hawaii.
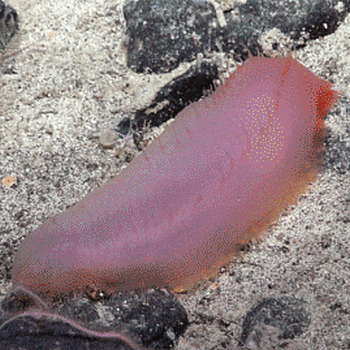
Benthogone sp.
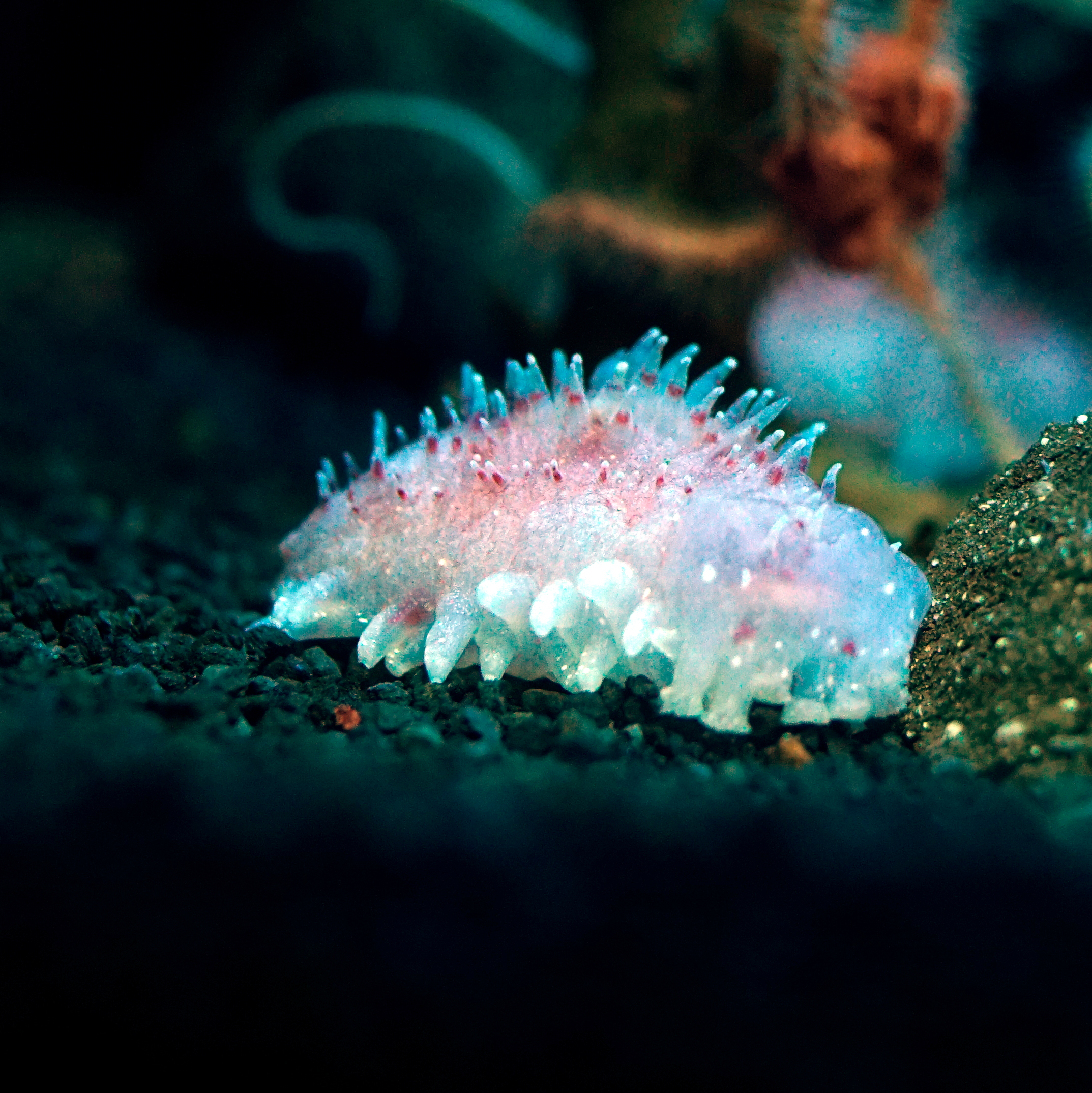
Laetomogone maculata (en aquarium).
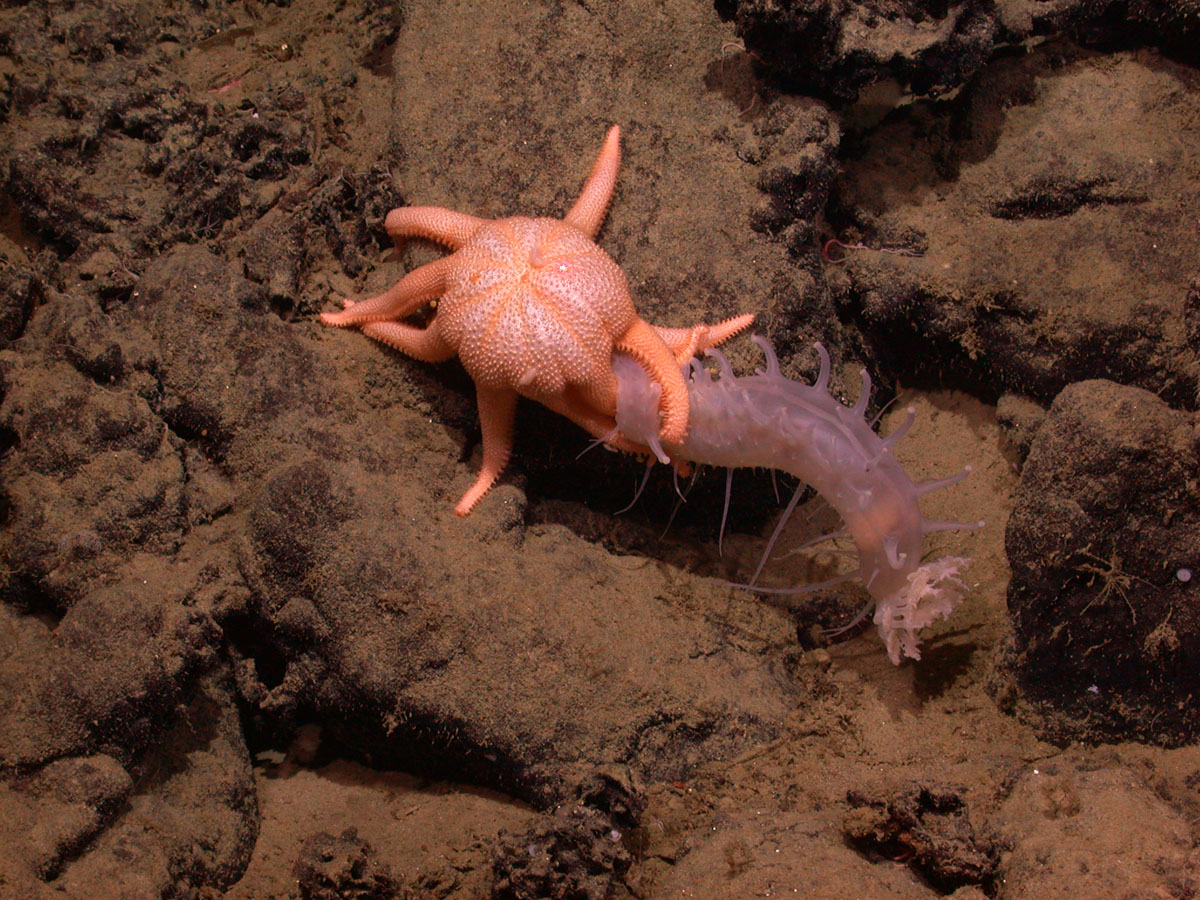
Une Pannychia moseleyi attaquée par une étoile prédatrice du genre Solaster.
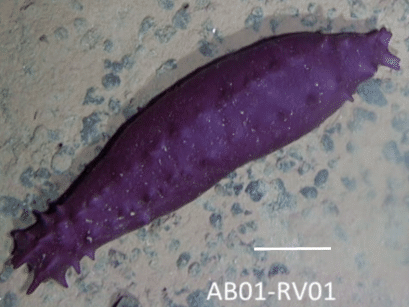
Psychronaetes hanseni
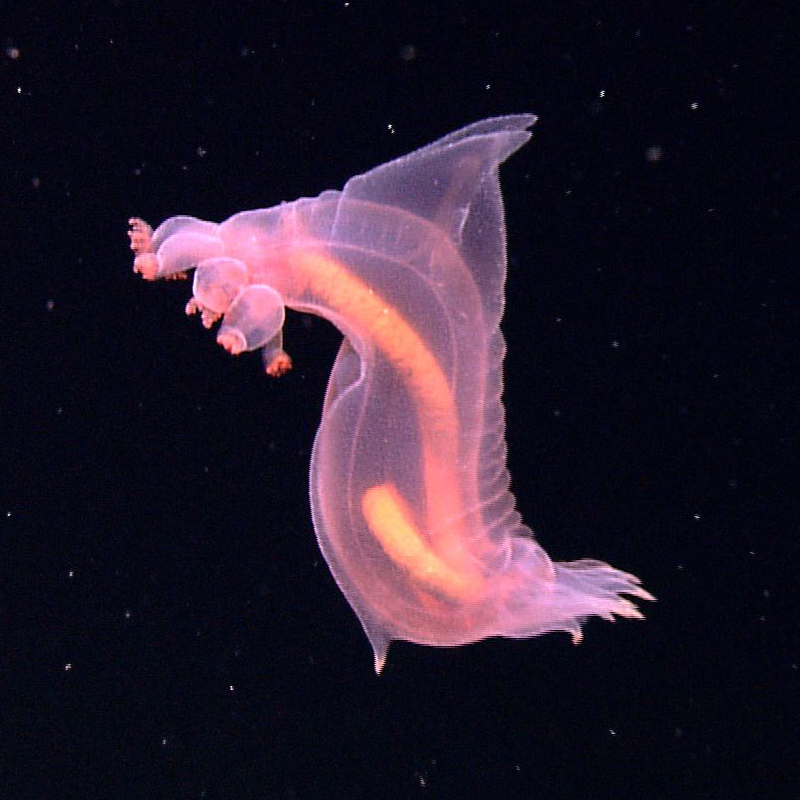
Enypniastes cf. eximia
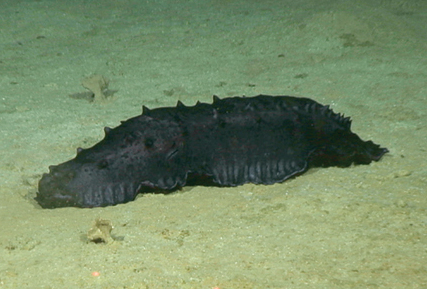
Benthodytes marianensis
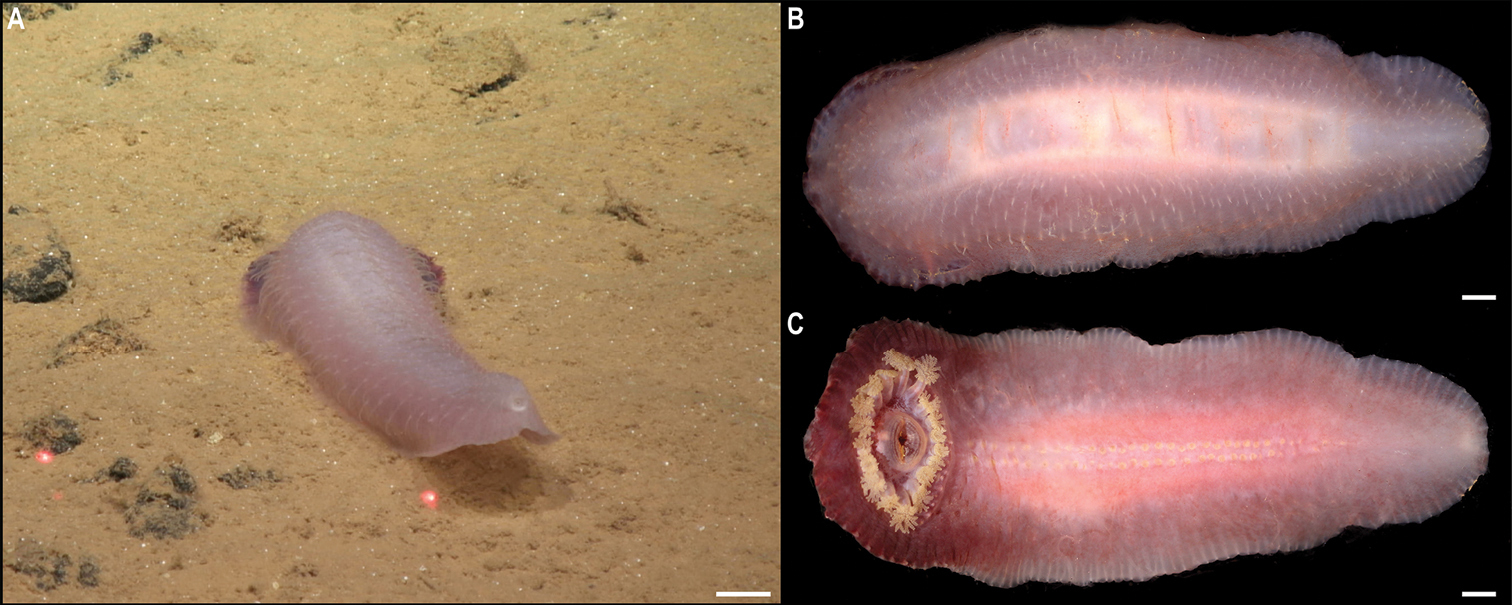
Benthodytes cf. sanguinolenta
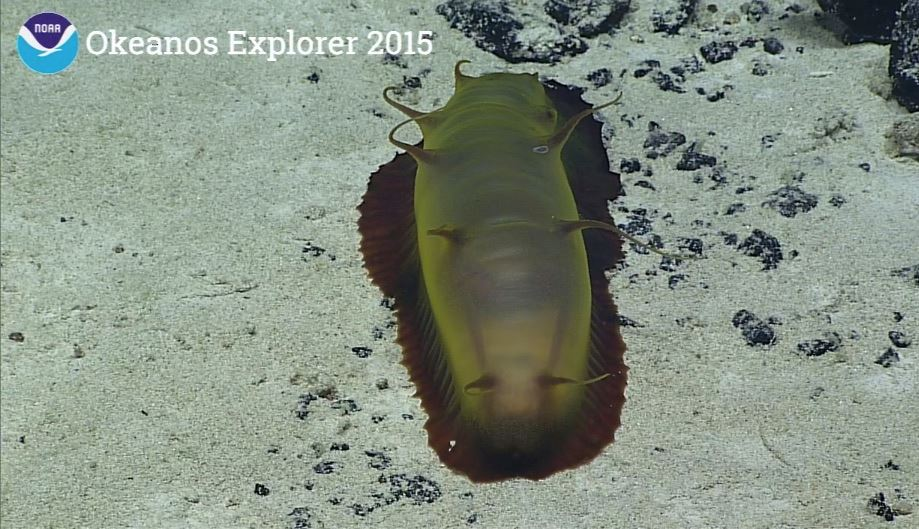
Benthodytes sp.
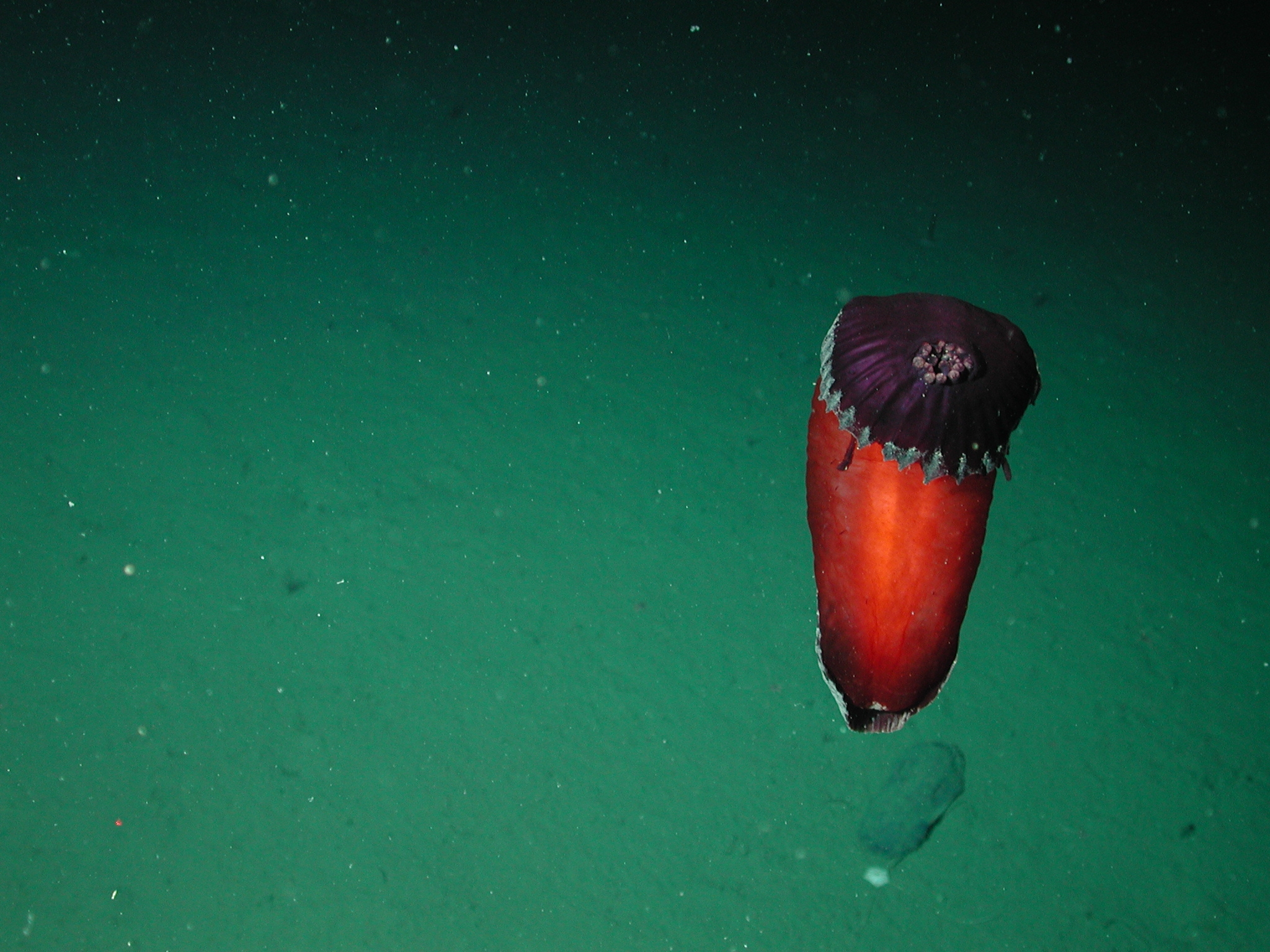
Benthodytes sp. benthopélagique en train de nager.
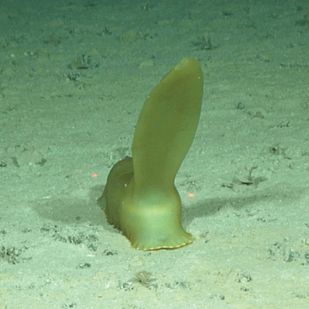
Psychropotes dyscrita
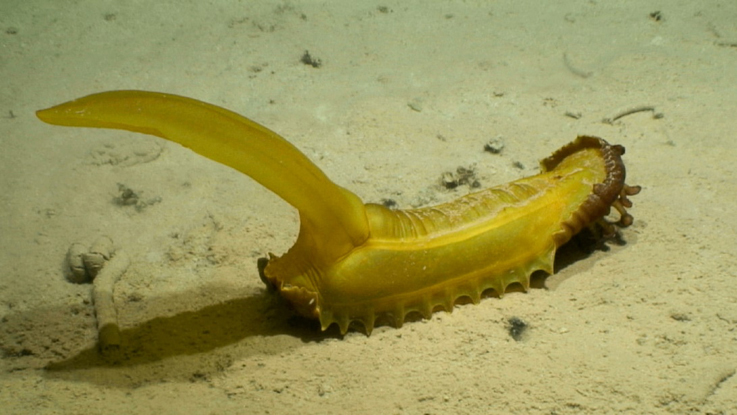
Psychropotes longicauda
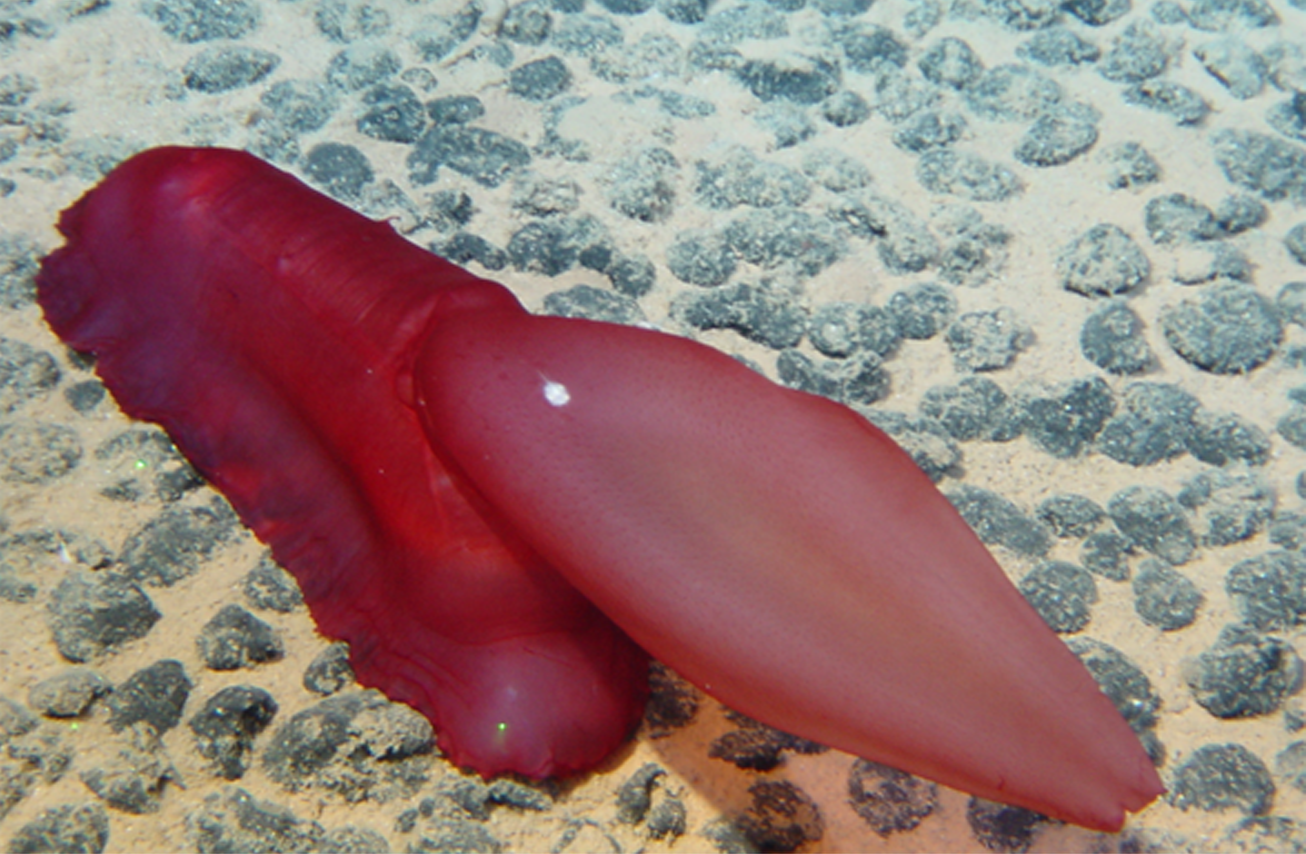
Psychropotes semperiana
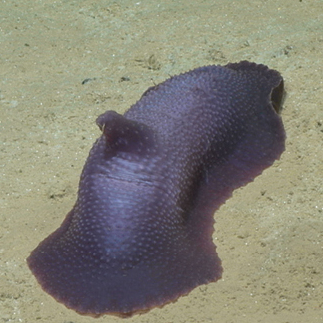
Psychropotes verrucicaudatus